# Łeonid Musin
Łeonid Ołeksandrowycz Musin, ukr. Леонід Олександрович Мусін, ros. Леонид Александрович Мусин, Leonid Aleksandrowicz Musin (ur. 19 kwietnia 1985 w Moskwie) – ukraiński piłkarz pochodzenia rosyjskiego, grający na pozycji bramkarza.

## Kariera piłkarska

### Kariera klubowa
Wychowanek szkółki piłkarskiej Spartaka Moskwa. Jego grę zauważyli selekcjonerzy Dynama Kijów i w 2000 roku nastolatek zgodził się na przeniesienie do Kijowa, gdzie został przyjęty do Piłkarskiej Akademii Dynamo 1985, którą kierował znany piłkarz Pawło Jakowenko. Karierę piłkarską rozpoczął 24 marca 2002 w składzie klubu Borysfen-2 Boryspol, do którego został wypożyczony. Od lata 2002 grał w drugiej i trzeciej drużynie Dynama Kijów. Jesienią 2007 bronił barw FK Połtawa. Na początku 2008 został piłkarzem Dynama Mińsk, ale już latem powrócił do Ukrainy. Potem występował w FK Ołeksandrija. Zimą 2010 próbował swoich sił w Rubinie Kazań, ale nie przeszedł testów. 28 sierpnia 2010 jako wolny agent podpisał kontrakt z klubem Anży Machaczkała. Od marca 2015 bronił barw II ligowego Górnika Wałbrzych.

### Kariera reprezentacyjna
W 2002 debiutował w juniorskiej reprezentacji Ukrainy. Na Mistrzostwach świata U-20 rozgrywanych w 2005 roku w Holandii występował w reprezentacji Ukrainy U-20.

## Sukcesy i odznaczenia

### Sukcesy klubowe
- brązowy medalista Pierwszej lihi Ukrainy: 2009

### Sukcesy reprezentacyjne
- brązowy medalista Europy U-19: 2004
- uczestnik turnieju finałowego Mistrzostw świata U-20: 2005